# Saint-Germain, Ardèche
Saint-Germain là một xã ở tỉnh Ardèche, vùng Auvergne-Rhône-Alpes ở đông nam nước Pháp.